# Markoni
Markoni ist ein Stadtteil der osttimoresischen Landeshauptstadt Dili. Er liegt im Suco Fatuhada (Verwaltungsamt Dom Aleixo, Gemeinde Dili).

## Lage und Einrichtungen
Markoni liegt im Nordwesten des Sucos Fatuhada in der Aldeia Zero V. Südlich liegen die Stadtteile Bedik und Lurumata, nördlich Mataruak und Praia dos Coqueiros.